# Los Huertos
Los Huertos ist eine Gemeinde in der spanischen Provinz Segovia. Sie liegt im Süden der Autonomen Region Kastilien und León, an der Nordwestabdachung der Sierra de Guadarrama. Sie hat 170 Einwohner (Stand: 2024). 

## Geographie
Los Huertos liegt etwa zehn Kilometer nordwestlich vom Stadtzentrum von Segovia in einer Höhe von ca. 880 m. 
Los Huertos befindet sich innerhalb der Zone des kontinentalen mediterranen Klimas.

## Bevölkerungsentwicklung
| Jahr      | 1970 | 1981 | 1991 | 2001 | 2011 | 2021 |
| Einwohner | 214  | 179  | 148  | 156  | 171  | 171  |

## Sehenswürdigkeiten

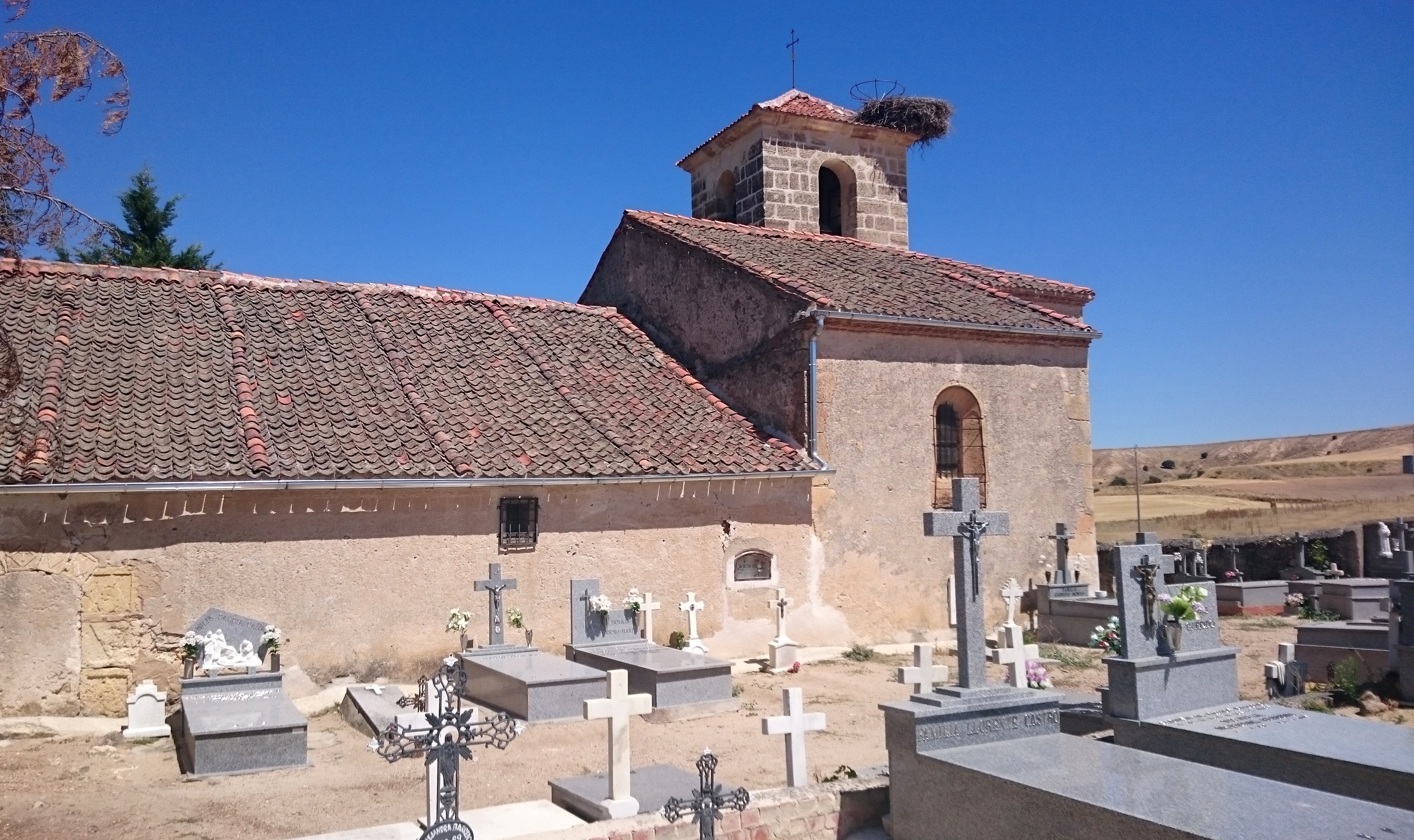
Kirche der Unbefleckten Empfängnis
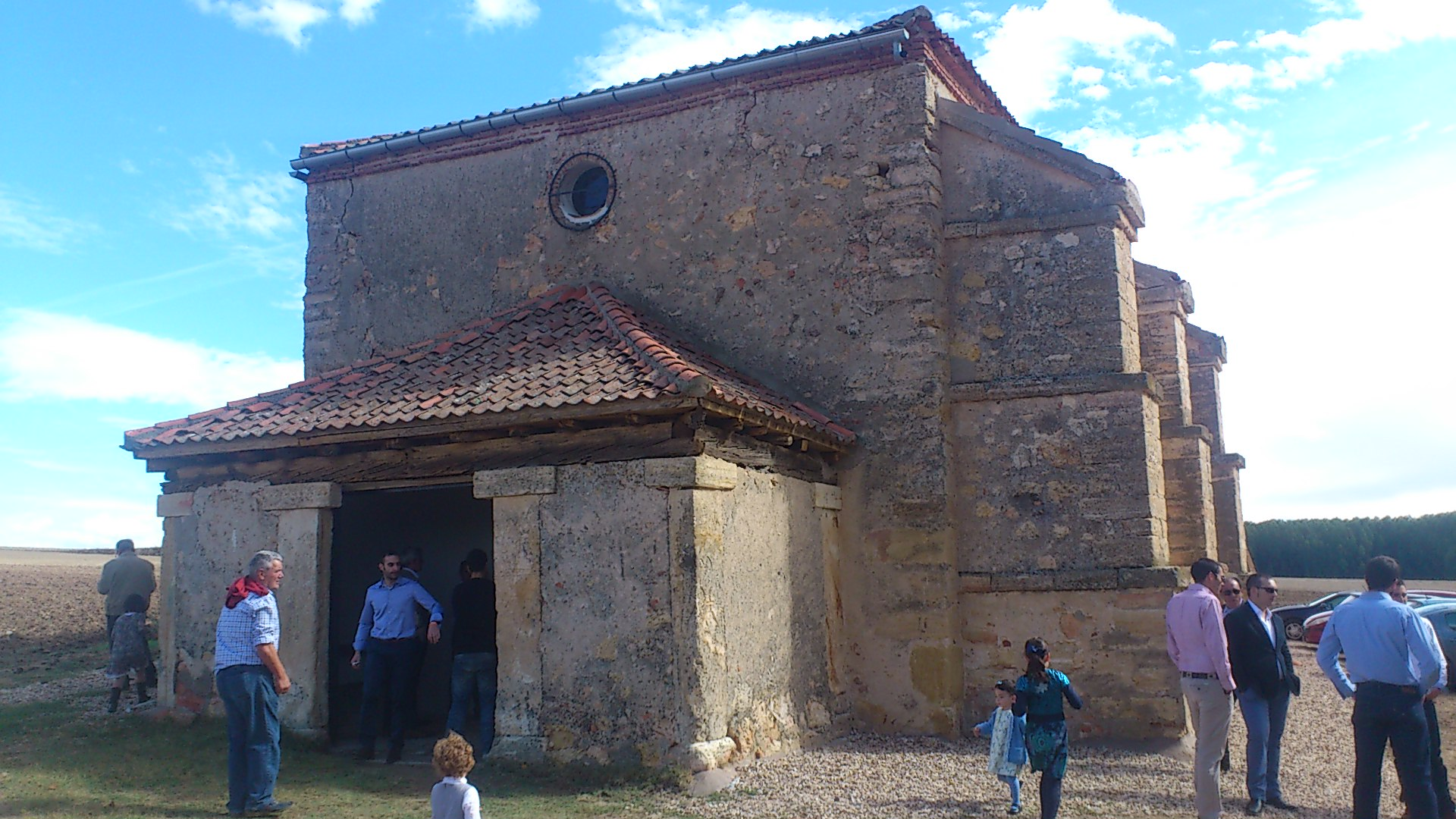
Marienkapelle
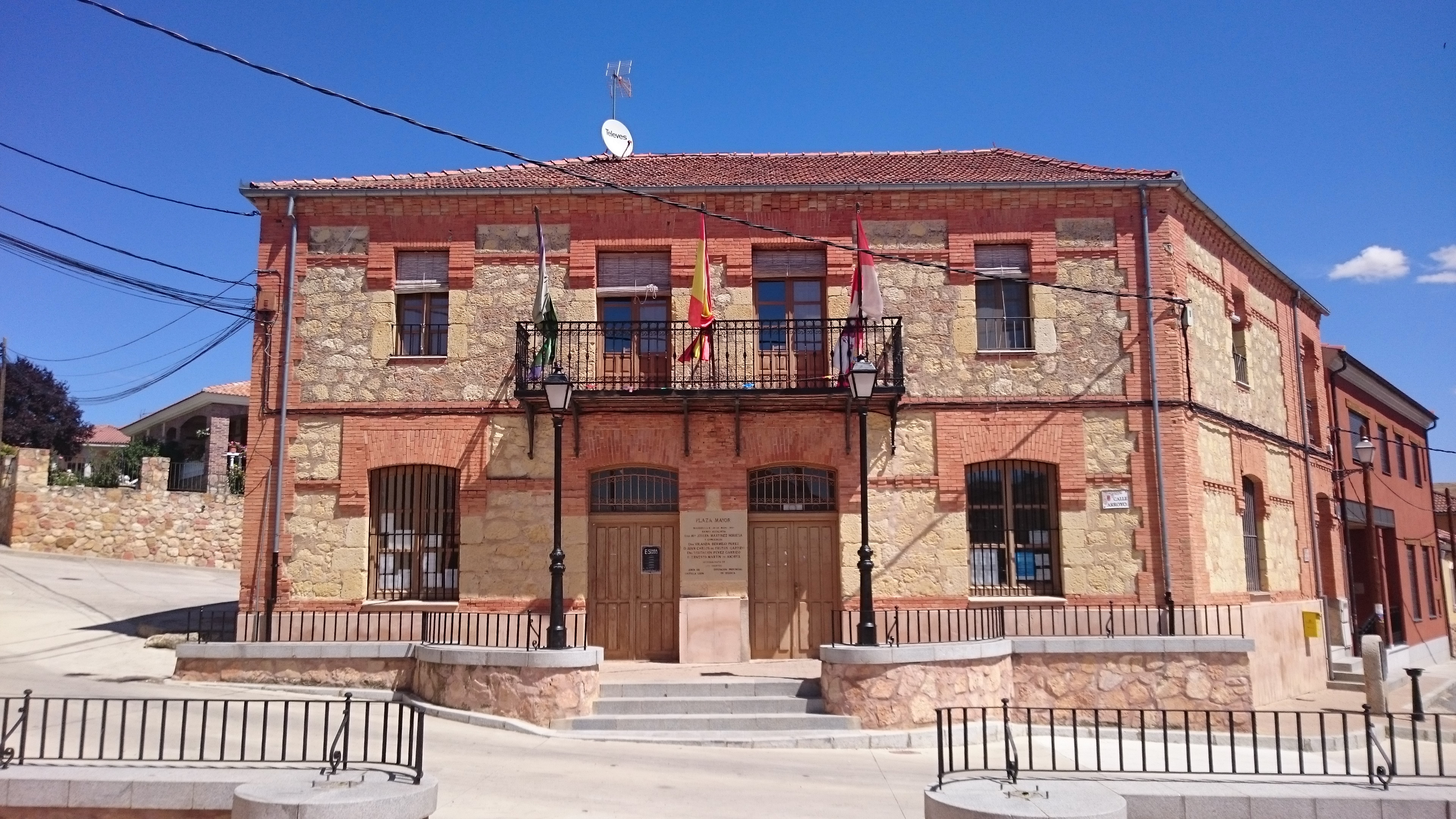
Rathaus

- Kirche der Unbefleckten Empfängnis
- Marienkapelle
- Rathaus